# Russell Coutts
Sir Russell Coutts (Wellington, 1 maart 1962) is een Nieuw-Zeelands zeiler.
Coutts werd in 1984 olympisch kampioen in de finn.
In 1995 won Coutts de America's Cup, hij was de tweede zeiler na Harry Melges die zowel de America's Cup als olympisch goud had gewonnen. Coutts verdedigde met de Nieuw-Zeelandse boot in 2000 met succes de America's Cup. In 2009 werd Coutts benoemd tot Knights Grand Companion in de Nieuw-Zeelands Orde van Verdienste, sindsdien draagt hij de titel sir.

## Olympische Zomerspelen
| Jaar | Plaats      | Resultaten |
| ---- | ----------- | ---------- |
| 1984 | Los Angeles | finn       |

1952: Paul Elvstrøm ·
1956: Paul Elvstrøm ·
1960: Paul Elvstrøm ·
1964: Wilhelm Kuhweide ·
1968: Valentin Mankin ·
1972: Serge Maury ·
1976: Jochen Schümann ·
1980: Esko Rechardt ·
1984: Russell Coutts ·
1988: José Doreste ·
1992: José van der Ploeg ·
1996: Mateusz Kusznierewicz ·
2000: Iain Percy ·
2004: Ben Ainslie ·
2008: Ben Ainslie ·
2012: Ben Ainslie ·
2016: Giles Scott ·
2020: Giles Scott
- Library of Congress Control Number: n97060351
- Virtual International Authority File: 21423989